# Charles-Joachim Colbert

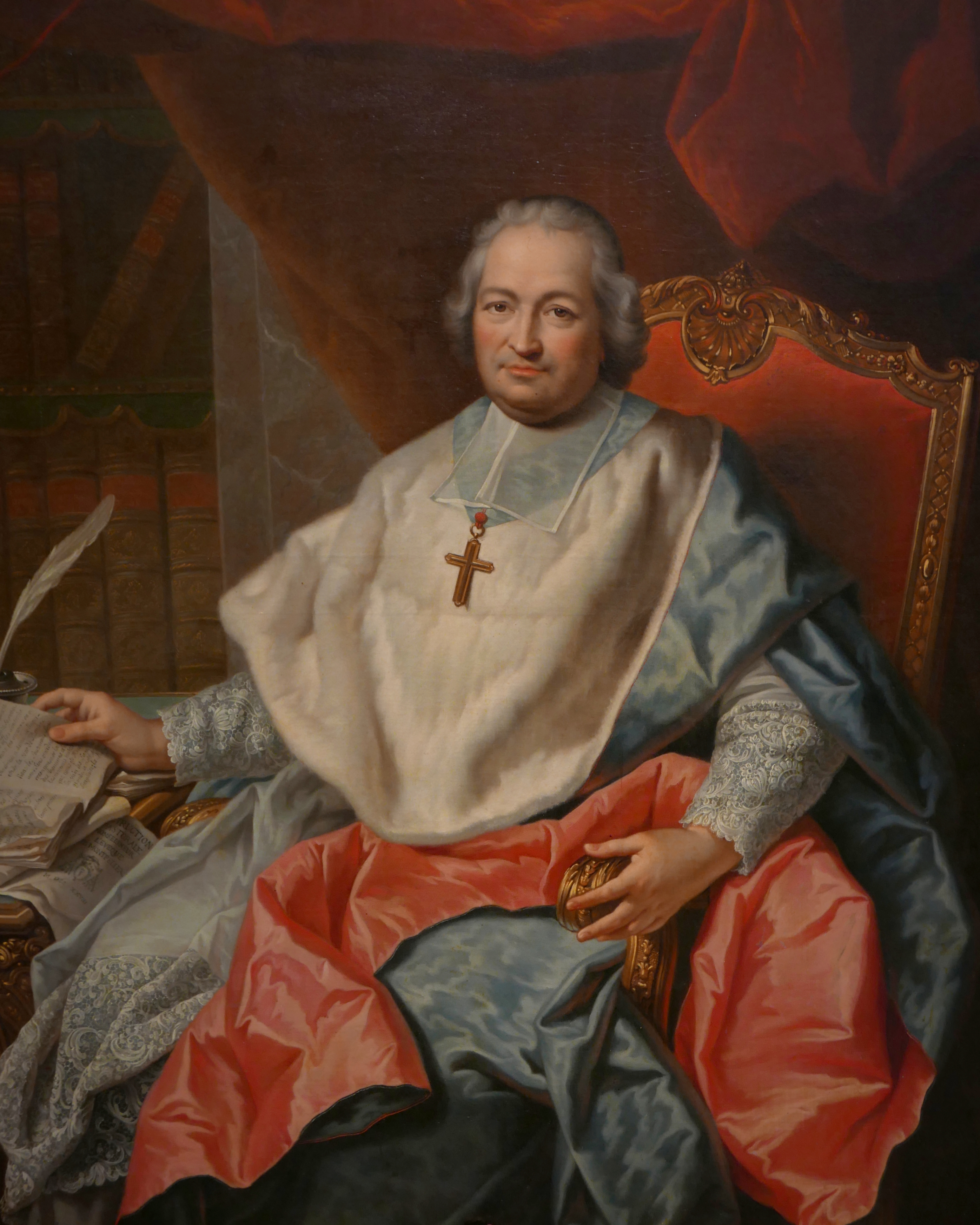
Charles Joachim Colbert de Croissy, gemalt von Jean Raoux

Charles-Joachim Colbert (* 11. Juni 1667 in Paris; † 8. April 1738 in Montpellier) war ein französischer Geistlicher und Bischof von Montpellier.

## Leben

### Herkunft
Charles-Joachim Colbert entstammte der bedeutenden Reimser Tuchhändlerfamilie Colbert, deren Mitglieder im 17. Jahrhundert in die höchsten Staats- und Kirchenämter Frankreichs aufstiegen. Sein Vater, der Diplomat Charles Colbert, war ein Bruder des Staatsministers Jean-Baptiste Colbert („Le Grand Colbert“). Seine Mutter Marguerite-Françoise Bérauld (1642–1719) war die einzige Tochter des reichen Finanziers und Grand Audienciers Joachim Bérauld (1603–1683). Sie hatte das Lehen Croissy mit Torcy in die Ehe gebracht, das im Juli 1676 zum Marquisat erhoben wurde. Nach diesem Lehen nannte sich die Familie Colbert de Croissy.

### Werdegang
Geboren in Paris am 11. Juni 1667, wurde er am 16. Juni 1667 in St-Eustache getauft. Mit seinem Bruder, dem späteren Minister Jean-Baptiste Colbert, marquis de Torcy, wuchs er wegen der häufigen Abwesenheit seiner Eltern im Haus seines Großvaters Bérauld in Paris auf, von 1671 bis 1674 in London, wo sein Vater Botschafter war. Nach Paris zurückgekehrt, besuchte er das Jesuitenkolleg Louis-le-Grand und studierte (zeitweise gemeinsam mit seinem Bruder) Philosophie am Collège de la Marche der Universität Paris, wo er im Juli 1684 den Magistergrad erhielt. Als Subdiakon (1688) begleitete er (wieder gemeinsam mit seinem Bruder) Kardinal Fürstenberg zum Konklave 1689, wurde auf dem Rückweg von den Spaniern verhaftet und 18 Monate in Mailand festgehalten.
Nach seiner Rückkehr schloss er seine Studien ab, belegte 1692 den ersten Platz in der Lizenziatsprüfung und erhielt am 21. März 1692 den Doktorgrad. Am 10. März 1691 wurde er zum Diakon und am 22. Dezember 1691 in Rouen zum Priester geweiht. Schon 1684 hatte er zum Lebensunterhalt die Zisterzienserabtei Froidmont im Bistum Beauvais mit einer Jahreseinkunft von 23.000 Livres erhalten. 1692 kam noch das Cluniazenserpriorat Sainte-Foy-de-Longueville in der Erzdiözese Rouen mit 8.000 Livres dazu. Von seinem Vetter Jacques-Nicolas Colbert, Erzbischof von Rouen und Primas der Normandie, zum Generalvikar für Pontoise bestellt, wurde Colbert von der Provinz Rouen 1693 zum Deputierten für das französische Nationalkonzil gewählt und 1695 zum Generalagenten des Klerus. Dieses Amt – er war für die Verwaltung der Kirchengüter verantwortlich – brachte ihm den Titel eines Staatsrats, der ihm am 3. Mai 1695 verliehen wurde.

### Bischof in Montpellier
Auf Vorschlag seines Bruders Torcy (und nach vorheriger Rücksprache mit dem Pariser Erzbischof Louis-Antoine de Noailles) ernannte ihn König Ludwig XIV. am 1. November 1696 zum Bischof von Montpellier in der Kirchenprovinz Narbonne. Am 19. Februar 1697 erhielt er die päpstliche Einsetzungsbulle, leistete am 19. März in der Schlosskapelle von Marly den Treueeid auf den König und wurde am 10. März in der Kirche der Feuillanten in Paris von Erzbischof Jacques-Nicolas Colbert geweiht. Mitkonsekratoren waren sein Verwandter André Colbert, Bischof von Auxerre, und François Chevalier de Saulx, Bischof von Alès. Am 21. Mai 1697 hielt er feierlichen Einzug in seine Diözese und wurde am Tag darauf in der Kathedrale installiert. Er baute das von seinem Vorgänger Pradel 1690 erworbene Château de Lavérune in barockem Stil aus und machte es zu seiner Sommerresidenz.
Nach seinem Amtsantritt war Colbert entschlossen, dem Beispiel seiner unmittelbaren Vorgänger Bosquet und Pradel zu folgen, deren kluge Verwaltung für kirchliche Reformen und eine gute Moral der Gläubigen gesorgt hatte. Mit großem Eifer für seine Diözesanen ließ er eine neue Pfarrei errichten und den Oratorianer François-Aimé Pouget, seinen ehemaligen Mitschüler, den 1702 gedruckten berühmten Catéchisme de Montpellier erarbeiten, der viele Auflagen hatte, aber in den Jahren 1712 und 1721 wegen der darin enthaltenen jansenistischen Forderungen verurteilt wurde. 1706 gehörte er zu den Mitgründern der Académie royale des sciences de Montpellier.
Als 1720/21 die Pestwelle aus der Provence in die Provinz Languedoc überzuschwappen drohte, ergriff Colbert alle notwendigen Maßnahmen, um das Wüten der drohenden Seuche zu verhindern und wandte sich, nachdem er die geforderte Unterstützung vom Intendanten der Provinz, Louis de Bernage, nicht erhalten hatte, mit einem Schreiben vom 27. September 1721 nach Paris an den Kanzler d’Aguesseau, dessen Vater von 1673 bis 1685 selbst Intendant des Languedoc gewesen war.
Mit den Mitgliedern des Domkapitels von Montpellier geriet er wegen der Segnung der großen Glocke der Kathedrale in Konflikt, da er entgegen der üblichen Praxis forderte, dass das Kapitel als Ganzes ihn am Bischofspalais abholte.

### Colbert und der Jansenismus
Joachim Colbert war ein Rigorist, der von Anfang an im Verdacht des Jansenismus stand. Hatte er noch 1705, nach der Veröffentlichung der päpstlichen Bulle Vineam Domini Sabaoth, erklärt, dass man mit Herz und Verstand den Entscheidungen des Papstes folgen und die Schriften Cornelius Jansens als häretisch betrachten müsse, war er im März 1717 einer der vier französischen Bischöfe (Soanen von Senez, Colbert von Montpellier, Langle von Boulogne und La Broue von Mirepoix), die sich während einer Sitzung der Sorbonne öffentlich gegen die Bulle Unigenitus Papst Clemens XI. stellten und an ein ökumenisches Konzil appellierten – und damit einen Skandal verursachten. Der Notar Touvenot, der die Berufungsurkunde entgegengenommen hatte, wurde in Colberts Kutsche verhaftet und trotz der Proteste des Prälaten in Begleitung von Bogenschützen in die Bastille gebracht. Die Prälaten, die sich mit ihrem öffentlichen Protestakt den Unmut des Regenten (Philipp von Orléans) zugezogen hatten, wurden in ihre Diözesen verwiesen und zum Schweigen verurteilt.
Die von den vier Bischöfen lautstark propagierte Anrufung des ökumenischen Konzils schlug nicht nur in Frankreich Wellen, sondern wirkte sich auch in Rom aus und behinderte den Plan eines Ausgleichs, den der Kardinal La Trémoille (französischer Botschafter in Rom) und der Abbé Chevalier (als Vertreter des Kardinals Noailles, dem Anführer der Oppositionellen) auszuhandeln bemüht waren. Offizielle Schreiben und Erklärungen wechselten zwischen Paris und Rom hin und her (auch der Regent gab am 7. Oktober eine Erklärung heraus) und verhärteten die Fronten immer mehr. Am 8. März 1718 verurteilte schließlich ein Dekret der Inquisition mit Androhung der Exkommunikation die Berufung der vier Bischöfe zusammen mit der wenig später veröffentlichten des Kardinals Noailles.
Der Eifer, den Colbert trotz des ihm auferlegten Schweigegebots in den folgenden Jahren in Hirtenbriefen und Streitschriften zum Ausdruck brachte, und sein Widerstand gegen staatliche Eingriffe in seine Amtsgewalt, führten schließlich dazu, dass Maßnahmen gegen ihn ergriffen wurden. Sie gipfelten in einem Erlass des Staatsrates vom 21. September 1724, der die Beschlagnahmung seines Vermögens anordnete. Die Einkünfte des Bistums wurden konfisziert und seine Benefizien für vakant erklärt. Das französische Nationalkonzil von 1725 forderte, ihn auf einer Provinzsynode in Narbonne abzusetzen, was jedoch von seiner einflussreichen Familie verhindert werden konnte (DHGE). Die Diözesanpriester wurden unter Androhung des Verlusts ihrer Benefizien gezwungen, sich nach Narbonne zu begeben und vor dem Erzbischof das Formular Papst Alexanders VII. zu unterzeichnen, das auf eine Verdammung des Jansenismus hinauslief. Die Folge war eine anhaltende Abwanderung von Geistlichen in die Provinzmetropole. Der so von allen Seiten bedrängte und in seiner Autorität herabgesetzte Colbert sah sich gezwungen, sich mit umso mehr Nachdruck zu rechtfertigen. Zunächst verteidigte er sich vor dem Land, indem er am 2. Mai 1724 die Remontrances au roi schrieb, die großes Aufsehen erregten, dann vor seiner Diözese in einem Pastoralbrief vom Juni desselben Jahres. Weitere Schreiben folgten in den nächsten Jahren. 1734 griff er den Papst (Clemens XII.) selbst in einem Hirtenbrief an, der einige Beachtung fand. Mehrere von Colberts Schriften wurden durch die Glaubenskongregation in den Jahren 1725 bis 1743 auf den Index gesetzt.
Schwer gichtkrank und zunehmend isoliert hielt Colbert trotz des enormen Drucks bis zu seinem Lebensende an seiner Überzeugung fest.

### Tod
Joachim Colbert starb am 8. April 1738. Testamentarisch hatte er verfügt, in der Kapelle des Hôpital Général bestattet zu werden, und die Armen dieses Hauses als Erben eingesetzt. Sein kostbares wappengeschmücktes Silbergeschirr, das er von seinem Onkel, dem Erzbischof von Rouen, gekauft hatte, hatte er seiner Schwester Charlotte, Äbtissin von Maubuisson, vermacht. Seine Bibliothek, eine der reichsten Frankreichs, wurde 1741 in Toulouse verkauft. Seine zahlreichen Schriften wurden zwei Jahre nach seinem Tod in drei Bänden gesammelt und veröffentlicht, später aber auf den Index der verbotenen Bücher gesetzt. Eine Auflistung findet sich bei Fisquet in La France pontificale.

## Werke
- Les Oeuvres De Messire Charles Joachim Colbert Evesque De Montpellier. Cologne, 1740